# بالانگودا
بالانگودا (به لاتین: Balangoda) یک منطقهٔ مسکونی در سری‌لانکا است که در ناحیه راتناپورا واقع شده‌است.